# Xinghua
Koordinaten: 32° 57′ N, 119° 58′ O
Die Stadt Xinghua (chinesisch 兴化市, Pinyin Xīnghuà Shì) ist eine kreisfreie Stadt der bezirksfreien Stadt Taizhou in der Provinz Jiangsu der Volksrepublik China. Sie hat eine Fläche von 2.395 km² und zählt 1.253.548 Einwohner (Stand: Zensus 2010).
Die FAO hat die Felder von Xinghua, die in einem verzweigten Netz von Flüssen und Seen auf Pfählen mit Verstärkungen aus Schlamm angelegt sind, im April 2014 zum Weltagrarkulturerbe erklärt.

## Söhne und Töchter der Stadt
- Bi Feiyu (* 1964), Schriftsteller
- Hou Yifan (* 1994), Schachspielerin